# Carsko selo
Carsko selo (rus. Ца́рское Село́) jest muzejski kompleks u gradu Puškinu koji je nekada bio prigradska ljetna rezidencija ruske carske obitelji i gostujućeg plemstva, 24 km južno od središta Sankt-Peterburga. Carsko selo je jedno od zaštićenih mjesta svjetske baštine Sankt Peterburga. Muzejski kompleks uključuje: Katarinin park s palačom i paviljonima, Aleksandrov park s palačom i paviljonima i Babolovski park s palačom

## Povijest
Naselje vuče korijene od švedskog naselja Saritsgof koje su osvojili Rusi i preimenovali u Sarijsku vilu. Ovdje 1711. godine, nakon proglašenja Katarine „istinskom vladaricom”, započinje formiranje carske rezidencije koje je do 1918. godine nosilo naziv Carsko selo. Od ožujka 1918. god., nakon nacionalizacije, Carsko selo je pretvoreno u muzej koji je nazvan Dječje selo (rus. Детское Село). God. 1937. naselje je preimenovano u Puškin (rus. Пушкин), koji je svojevremeno izrastao u samostalan gradić u predgrađu Sankt-Peterburga. Muzejsko naselje je 1992. god. ponovno dobilo natrag svoje ime, Carsko selo. 

## Katarinin park
Katarinin park se prostire na površini od 107 hektara. Sastoji se od francuskog formalnog parka „Stari vrt” (1717. – 1720-ih, vrtnih majstora J. Roosena i I. Fochta) i engleskog krajobraznog parka (1760. – 1796., vrtnih majstora J. Busha, T. Iljina, arhitekta V. I. Nejelova) koji su odvojeni velikim ribnjakom. Ime je dobio u čast carice Katarine I. 
Središte parka je Katarinina palača (Екатери́нинский дворе́ц), barokna palača koja je bila službena ljetna rezidencija carica Katarine I., Elizabete i Katarine II. Velike (arhitekti M. G. Zemcov, A. V. Kvasov, S. I. Čevakinski i F. B. Rastrelli).
Zgrade izgrađene krajem 18. stoljeća pridružuju se bočnim pročeljima Katarinina dvorca. Sa sjeverne strane je četverokatno krilo u kojemu se kasnije smjestio Licej, sada Memorijalni Puškinov muzej, koji je s palačom povezan lukom iznad ulice Sadovaya (arhitekt I. V. Neelov). S južne strane je zgrada Zubovsky (arhitekt J. M. Felten), a s jugoistoka se pridružuje Cameronova galerija, hladna kupelj, viseći vrt i rampa (1780. – 1794., arhitekt Charles Cameron). Pored njih tu su i: Ermitaž - dvokatni osmerokotni paviljon s kupolom, stupovima i ukrasima od štukature (1744. – 1754., arhitekti M. G. Zemcov i F. B. Rastrelli), Grotto paviljon s azurnim zidovima i bijelim stupovima, ukrašen štukaturama posvećenim morskim oblicima (1749. – 1761., arhitekt F. B. Rastrelli) i Admiralitet - zdanje od opeka s bijelim vijencima i lancetskim (oštrim) prozorima, okrunjena gotičkim stepenicama i filijalama (1773. – 1777., arhitekt I. V. Nejelov).
- Ulazna vrata koja vode do dvorca
- Paviljon Grotto
- Cameronova galerija
- Zgrada Liceja u Carskom selu
- Admiralitet

## Aleksandrov park
Aleksandrov park se prostire na površini od 188 hektara, a sastoji se od Novog vrta (Новый сад, 1740-ih, autor projekta N. Girard) i Pejzažnog parka (1790-ih) s tri ribnjaka i glomaznim nasipima. U zapadnom dijelu parka teče rijeka Kuzminka, zatvorena branom.
Središte parka je Aleksandrova palača, izgrađena od 1792. – 1796. god., a dizajnirao ju je arhitekt Giacomo Quarenghi u neoklasičnom stilu za cara Aleksandra. Palača je izdužena dvokatnica s dvostrukim krilima sa strana. U središtu glavnog sjevernog pročelja dva reda stupova čine veličanstvenu kolonadu korintskog reda. S prednje strane Aleksandrova parka pročelje zgrade je blokirano sfernom kupolom. Pored palače, tu se nalaze i druga zdanja, kao što su:
- Dječja kuća, mali paviljon izgrađen u blizini Aleksandrove palače za igru djece cara Nikole I. (1830., arhitekt A. M. Gornostajev).
- Kinesko kazalište je srušena zgrada dvorskog ljetnog kazališta (1778. – 1779., arhitekti Antonio Rinaldi, I. V. Nejelov). Izgorjelo je tijekom granatiranja grada 1941. godine i od tada nije obnovljeno.
- Kinesko selo je kompleks od 12 jednokatnih kuća u kineskom stilu (1782. – 1798., arhitekti C. Cameron, I. V. Nejelov). Trenutno hotel.
- Bijeli toranj je paviljon u stilu srednjovjekovnog viteškog dvorca okružen jarkom (1821. – 1827., arhitekt Adam Menelaws). Obnovljen 2012. godine.
- Arsenal, paviljon u gotičkom stilu (1819. – 1834., arhitekt A. Menelaws). Izgrađen na mjestu baroknog paviljona Montbijou. Trenutno muzej.
- Grotto-rudnik, arhitekt S. Danini, krajem 1990-ih.
- Chapelle (fr. za „kapela”) - gotička kapela (1825. – 1828., arhitekt A. Menelaws).
- Vojna palača je kompleks zgrada u neoruskom stilu (1913. – 1917., arhitekt Semen Jolianovič Sidorčuk). Obnovljeno 2014. godine, na stogodišnjicu početka Prvog svjetskog rata. U zgradi je otvoren muzej posvećen sudjelovanju Rusije u ovom ratu.

- Jezera Novog vrta Aleksandrovog parka
- Kinesko selo
- Arsenal
- Bijeli toranj
- Admiralitet

## Vanjske poveznice
- Službene stranice Državnog muzeja-rezervata Carsko selo (rus.)
- Virtualni obilazak Carskoga sela